# Norra Lockringen
Norra Lockringen är en sjö i Krokoms kommun i Jämtland och ingår i Indalsälvens huvudavrinningsområde. Sjön är 35 meter djup, har en yta på 1,5 kvadratkilometer och befinner sig 314,6 meter över havet. Sjön avvattnas av vattendraget Lockringsån (Grubbdalsån).

## Delavrinningsområde
Norra Lockringen ingår i det delavrinningsområde (709496-141792) som SMHI kallar för Utloppet av Norra Lockringen. Medelhöjden är 410 meter över havet och ytan är 23,3 kvadratkilometer. Räknas de 95 avrinningsområdena uppströms in blir den ackumulerade arean 677,3 kvadratkilometer. Lockringsån (Grubbdalsån) som avvattnar avrinningsområdet har biflödesordning 3, vilket innebär att vattnet flödar genom totalt 3 vattendrag innan det når havet efter 293 kilometer. Avrinningsområdet består mestadels av skog (77 procent). Avrinningsområdet har 1,68 kvadratkilometer vattenytor vilket ger det en sjöprocent på 7,2 procent.